# Langues charruanes
Cet article concerne les langues charruanes. Pour le peuple charrua, voir Charrua (peuple).
Les langues charruanes  sont une famille de langues amérindiennes d'Amérique du Sud, parlées en Uruguay et dans les régions proches d'Argentine.
Les langues charruanes sont toutes éteintes.

## Classification
Les langues charruanes connues sont au nombre de trois : 
- Le charrúa
- Le chaná
- Le guenoa, ou minuane

Des groupes ethniques disparus, qui vivaient dans les provinces argentines d'Entre Ríos et Santa Fe ont été associés à la famille des langues charruanes. Ce sont les Carcarañá, Colastiné, Corondá, Mbeguá, Mepene, Quiloazá, Timbú .